# Dichoteleas indicus
Dichoteleas indicus (лат.) — вид наездников рода Dichoteleas из подсемейства Scelioninae (Scelionidae). Встречается в Индии (штат Керала). Единственный представитель рода в Азии.

## Описание
Мелкие наездники-сцелиониды, длина около 4 мм. Этот вид можно определить по следующим признакам: межусиковый отросток антеродорсально выпуклый, латерально вдавлен, окружён впадиной, центральный киль на лбу присутствует. У других сходных видов межусиковый отросток уплощён по отношению к нижней части лба, а центральный киль отсутствует. Грудь морщинистая. Ноталуи развиты. Дорсальный медианный киль на тергитах Т1—Т4 метасомы отсутствует. Основная окраска тела коричневато-чёрная. Усики 12-члениковые. Число максиллярных пальпомеров: 4. Форма максиллярных пальпомеров: удлинённая цилиндрическая. Число лабиальных пальпомеров: 2. На средних и задних голенях по одной шпоре, есть латеральные шипы на мезоскутеллуме и медиальный шип на метаскутеллуме.